# Hôtel Bristol (Vienne)
Pour les articles homonymes, voir Hôtel Bristol.

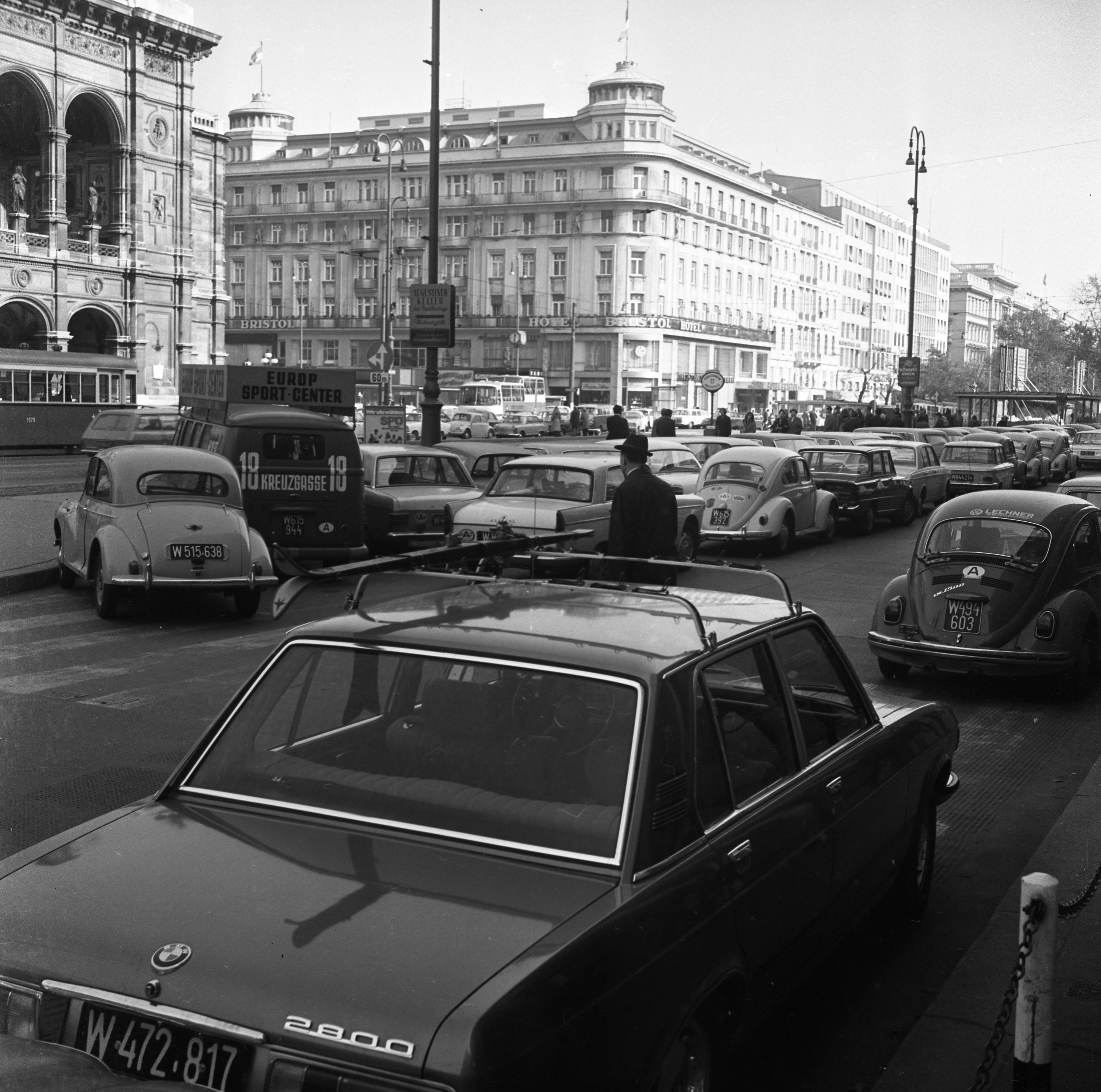
Hôtel Bristol à droite, Opéra d'État de Vienne à gauche (1971)

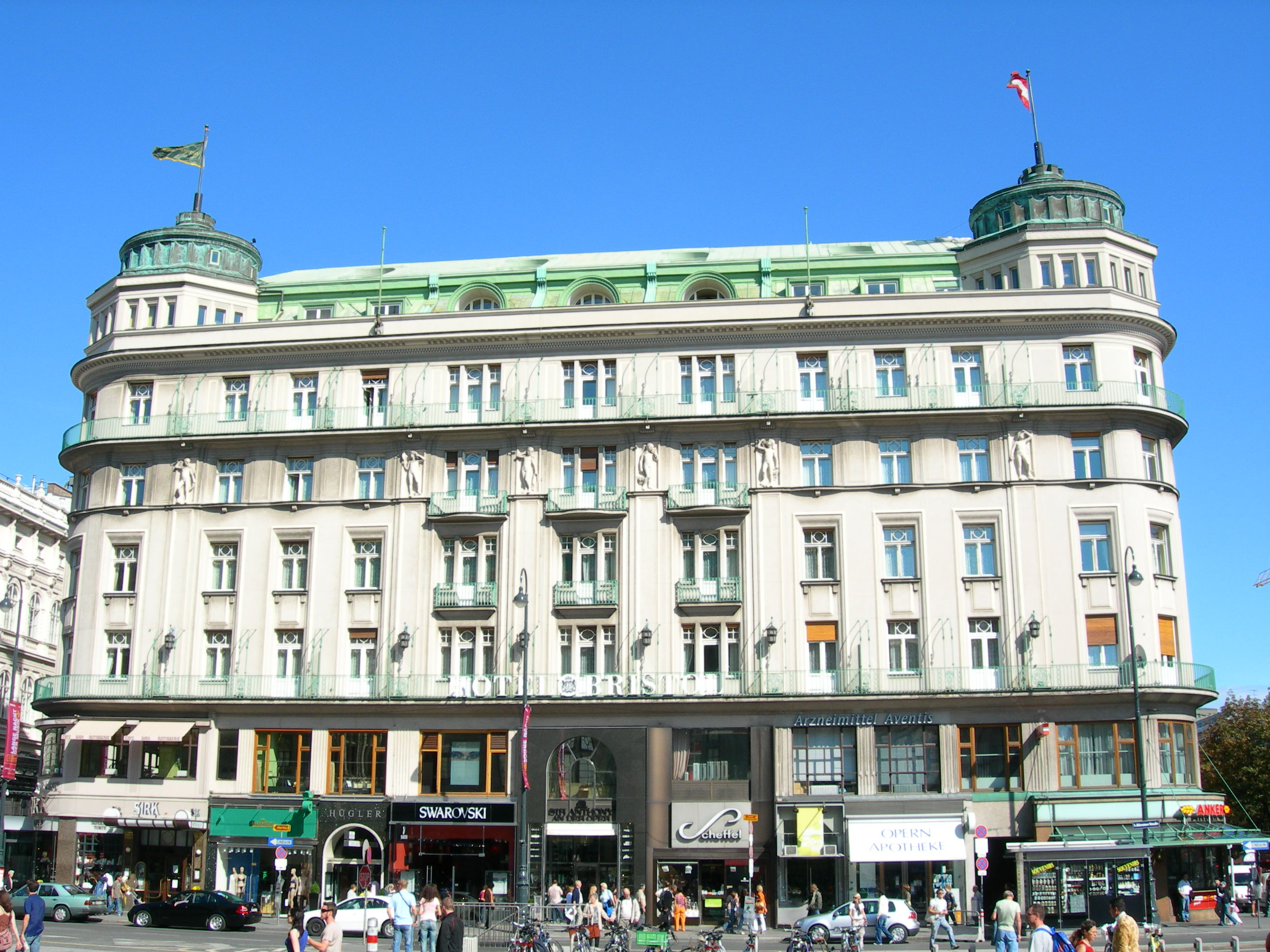
Hôtel Bristol

L'Hôtel Bristol est un grand hôtel à Vienne situé sur la Ringstrasse à côté de l'Opéra national de Vienne. Ouvert le 26 juin 1892  sous le nom d'Hotel am Ring , il appartient au Groupe Sacher et est géré par Marriott International.

## Hôtel
L'hôtel dispose de 127 chambres et 23 suites ainsi que du restaurant Bristol Lounge, d'un bar et d'une salle de conférence et de banquet avec cinq salles pouvant accueillir jusqu'à 350 personnes.
Toutes les parties communes de l'hôtel sont sous la protection des monuments . Le style Art Déco est un élément clé .
Parmi les invités célèbres figuraient Juan Carlos, Theodore Roosevelt, Leonard Bernstein, Giacomo Puccini, Paul McCartney et Catherine Deneuve .

## Histoire
L'hôtellerie a commencé en 1892 dans une maison construite par Ludwig Förster en 1863. En 1898, les architectes Emil Bressler et Gustav Wittrisch reconstruisirent la maison voisine. En 1913, après l'achat d'autres maisons voisines, Wilhelm Schallinger l'a reconstruite : la cage d'escalier et la salle ovale ont été conservées à ce jour.
Pendant la Seconde Guerre mondiale, Samuel Schallinger a été exproprié par les nazis en 1938 dans le cadre du processus d'aryanisation et assassiné par eux en 1942 dans le camp de concentration de Theresienstadt. À la suite de l'expropriation, les nouveaux propriétaires étaient Ernst Hoffmann, Hermann Klimpfinger, Günther Rustler et Friedrich von Schoeller. Il n'y a pas eu de restitution ,. La société mère a été détruite pendant la Seconde Guerre mondiale.
Après la Seconde Guerre mondiale, l'hôtel a été occupé par les États-Unis pendant l'occupation alliée (1945-1955) par le biais de l'Accord de zone et a été le siège du haut-commissaire américain de 1951 à 1955 . Après le départ des occupants, la salle de bal du sous-sol et le salon ovale Biedermeier ont été redessinés par l'architecte Otto Mayr.
L'hôtel appartient au groupe Hotel Sacher depuis 2011 . Depuis, l'hôtel s'est progressivement modernisé sous la direction de l'architecte d'intérieur français Pierre-Yves Rochon.